# Langona magna
Langona magna là một loài nhện trong họ Salticidae.
Loài này thuộc chi Langona. Langona magna được Lodovico di Caporiacco miêu tả năm 1947.